# Ulrich Erfurth
Ulrich Wilhelm Erfurth (né le 22 mars 1910 à Elberfeld, mort le 19 septembre 1986 à Hambourg) est un metteur en scène, directeur de théâtre et réalisateur allemand.

## Biographie
Erfurth étudie la germanistique et l'histoire de l'art dans les universités de Cologne et de Berlin. À l'automne 1931, il commence sa carrière théâtrale en tant que dramaturge adjoint des théâtres de Wuppertal. En 1932, il signe sa première mise en scène ici.
En 1934-1935, il est metteur en scène à Coblence. En 1935, il arrive au Staatstheater de Berlin, où Gustaf Gründgens lui avait initialement proposé un poste de metteur en scène assistant. Parallèlement, il travaille comme collaborateur de Gustaf Gründgens et comme assistant réalisateur dans des films. En 1944, il réalise son premier film, Erzieherin gesucht.
Après la Seconde Guerre mondiale, Erfurth est un ouvrier agricole de Haute-Bavière en 1945-1946. De 1946 à 1949, il est metteur en scène au Hamburger Kammerspiele. Il collabore avec Gustaf Gründgens pour la création et l'inauguration du Théâtre de Düsseldorf.
En 1955, il accepte une offre du Deutsches Schauspielhaus à Hambourg, où il est encore l'assistant de Gründgens.
En 1964, il prend la direction du conservatoire du Folkwang Universität à Essen. De 1965 à 1968, il est directeur adjoint du Burgtheater à Vienne, de 1968 à 1972 intendant général du Städtische Bühnen Frankfurt. De 1965 à 1975, il dirige le festival de Bad Hersfeld. Plus tard, il travaille comme metteur en scène invité de différents théâtres. En tant que metteur en scène, Erfurth attache une grande importance à la fidélité à l'œuvre et rejette résolument les expérimentations.
De même, sa filmographie, faite d'adaptations de pièces et aussi de comédies et de Heimatfilm, est très conventionnelle. Seul Frucht ohne Liebe, qui traite du sujet de l'insémination artificielle, a des originalités et déclenche le scandale en 1956.

## Filmographie
- 1945 : Erzieherin gesucht
- 1948 : Finale
- 1949 : Schicksal aus zweiter Hand (de) (comme acteur)
- 1953 : Ne craignez pas les grosses bêtes
- 1954 : Rittmeister Wronski
- 1954 : Columbus entdeckt Krähwinkel
- 1955 : Eine Frau genügt nicht (aussi scénario)
- 1955 : Reifende Jugend
- 1956 : Heidemelodie (de)
- 1956 : Frucht ohne Liebe
- 1956 : Drei Birken auf der Heide (de)
- 1958 : Colombe (aussi scénario)
- 1960 : Himmel, Amor und Zwirn
- 1961 : Der Hochtourist (de)
- 1961 : Mein Mann, das Wirtschaftswunder
- 1962 : Der tolle Tag (aussi scénario)
- 1963 : Das Leben ein Traum
- 1963 : Signor Rizzi kommt zurück
- 1964 : Der Apoll von Bellac
- 1966 : Die Troerinnen
- 1969 : Cäsar und Cleopatra
- 1971 : Maestro der Revolution?

## Crédit d'auteurs
- (de) Cet article est partiellement ou en totalité issu de l’article de Wikipédia en allemand intitulé « Ulrich Erfurth » (voir la liste des auteurs).